# Hrochoť
Hrochoť és un poble i municipi d'Eslovàquia que es troba a la regió de Banská Bystrica.

## Història
La primera menció escrita de la vila es remunta al 1296.

## Demografia
| Godina             | 1994 | 2004   | 2014   | 2024   |
| ------------------ | ---- | ------ | ------ | ------ |
| Nombre de persones | 1347 | 1432   | 1502   | 1428   |
| Diferència         |      | +6,31% | +4,88% | −4,92% |

| Godina             | 2023 | 2024   |
| ------------------ | ---- | ------ |
| Nombre de persones | 1432 | 1428   |
| Diferència         |      | −0,27% |